# Manipulatie in Zagreb
Manipulatie in Zagreb is een spionageroman van auteur Gérard de Villiers en het 104e deel uit de S.A.S.-reeks met als protagonist de Oostenrijkse prins en freelance CIA-agent Malko Linge.

## Het verhaal
Malko wordt door de CIA gevraagd een lunch te gebruiken met een beruchte wapenhandelaar. Sinds eeuwen haten Servië en Kroaten elkaar tot op het bot. Via hem komt hij in contact met een van de meest extremistische Kroatische groeperingen: aanhangers van Ante Pavelić. Deze was de leider van een onafhankelijk Kroatië tussen 1941 en 1944 en collabereerde met nazi-Duitsland en tevens oprichter van de Ustašabeweging: een nationalistische en antisemitische organisatie.
En het is juist deze organisatie waarin Malko dient te infiltreren en contacten te leggen om hun plannen en bedoelingen te achterhalen en hun geldschieters te identificeren.

## Personages
- Malko Linge, Oostenrijkse prins en CIA-agent;

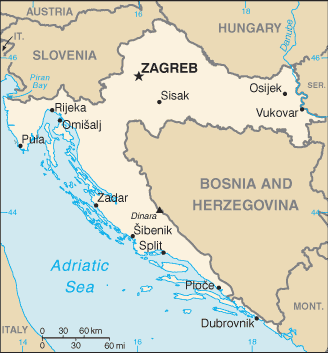
Overzichtskaart van Kroatië en de ligging van de hoofdstad Zagreb.

- Alexandra